# 南部省 (斯里蘭卡)
南部省是斯里蘭卡南部海岸的一個省份。面積5,380平方公里。2001年人口為2,278,271人。首府加勒。下分3區。
雅拉國家公園部份位於南部省境內。